# Адалберт Штајнер
Адалберт Штајнер II (Темишвар, 24. јануар 1907. — 10. децембар 1984) био је румунски фудбалски дефанзивац. Његов отац Карл Штајнер био је инжењер, рођен у Чешкој, који се настанио у Темишвару, где се оженио и имао осморо деце. Један од Адалбертове браће, Рудолф Штајнер је такође био фудбалер, заједно су играли у Чинезул Темишвару и репрезентацији Румуније.

## Клупска каријера
Каријеру у клупском фудбалу провео је у Униреји из Темишвара између 1921–1922, играо је у Чинезулу из Темишвара од 1922. до 1929., где је освојио три титуле у првој лиги Румуније, а каријеру је завршио у сезони 1929–1930 у ФК Темишвар.

## Репрезентација
Адалберт Штајнер одиграо је десет утакмица за Румунију. Он и његов брат Рудолф дебитовали су заједно у победи у гостима против Турске од 3:1 1926. Адалберт је одиграо две утакмице на Балканском купу 1929–31, турниру који је освојила Румунија. Био је део румунског састава на Светском првенству 1930. играјући прву утакмицу, и био део победе против Перуа са 3:1.